# Analysis and Applications
Analysis and Applications – międzynarodowa naukowa konferencja matematyczna, która odbyła się we Wrocławiu w dniach 4-8 września 2017 roku. Miała ona na celu uhonorowanie Eliasa M. Steina. 

## Informacje o konferencji
Analysis and Applications była jedną z najbardziej prestiżowych konferencji matematycznych w Polsce - we Wrocławiu nie było dotąd wydarzenia porównywalnej rangi. Wzięło w niej udział ok. 200 uczonych, a wykłady wygłosili m.in. trzej laureaci Medalu Fieldsa: Charles Fefferman, Elon Lindenstrauss i Terence Tao. 
Konferencja została zorganizowana przez Instytut Matematyczny Uniwersytetu Wrocławskiego i Instytut Matematyczny Polskiej Akademii Nauk. Była ona wyrazem uznania dla ogromnego wpływu Steina na rozwój analizy harmonicznej w Europie, w tym docenienia jego naukowych związków z matematykami z Uniwersytetu Wrocławskiego. Wpisywała się także we wrocławskie obchody 130-lecia rocznicy urodzin Hugo Steinhausa - naukowego „przodka” Steina.
Konferencja poświęcona była analizie harmonicznej i dziedzinom jej pokrewnym.

## Prelegenci[5][6]
Program konferencji składał się z 25 (w tym jeden otwartego) wykładów. Wygłosili je:
- Jean-Philippe Anker
- Anthony Carbery
- Michael Christ
- Siemion Diatłow
- Jacek Dziubański
- Charles Fefferman
- Alexandru Ionescu
- Alexander Iosevich
- Grzegorz Karch
- Michael Lacey
- Loredana Lanzani
- Elon Lindenstrauss
- Ákos Magyar
- Detlef Müller
- Alexander Nagel
- Amos Nevo
- Duong H. Phong
- Fulvio Ricci
- Andreas Seeger
- Brian Street
- Terence Tao
- Christoph Thiele
- François Trèves
- James Wright

## Miscellanea
- Wykład otwarty zatytułowany The Erdös discrepancy problem wygłosił matematyczny geniusz i laureat Medalu Fieldsa Terence Tao[2].
- Pierwotnie jeden z wykładów miał wygłosić także Jean Bourgain, jednak ostatecznie odwołał swój przyjazd i w jego imieniu zrobił to Siemion Diatłow[6].